# 高橋進 (官僚)
高橋 進 (たかはし すすむ、1932年または1933年 - 2024年 〈令和6年〉 11月26日) は、日本の官僚。建設事務次官、住宅金融公庫総裁などを歴任した。位階は正四位。

## 経歴
長野県出身。東京大学法学部を卒業し、同年に建設省に入省した。
1983年7月に計画局建設業担当参事官、1984年6月に建設省省計画局長を務めた。同年7月の組織改編に伴い建設省建設経済局長、建設大臣官房長も務めた。1988年1月に建設事務次官となり、1989年6月に退官。
住宅金融公庫総裁も歴任し、1997年7月から2000年6月までは財団法人建設経済研究所理事長、公庫住宅融資保証協会理事長でもあった。
2024年11月に老衰のため、自宅で死去した。

## 栄典
- 死没日をもって正四位を叙位された[3]。